# Joakim Nilsson (ur. 1994)
Jörgen Joakim Nilsson (ur. 6 lutego 1994 w Härnösand) – szwedzki piłkarz występujący na pozycji obrońcy w amerykańskim klubie St. Louis City SC oraz w reprezentacji Szwecji. Wychowanek IF Älgarna, w trakcie swojej kariery grał także w takich zespołach, jak GIF Sundsvall, IF Elfsborg oraz Arminia Bielefeld. Młodszy brat Pera Nilssona.